# Bürgermeisterei Olpe

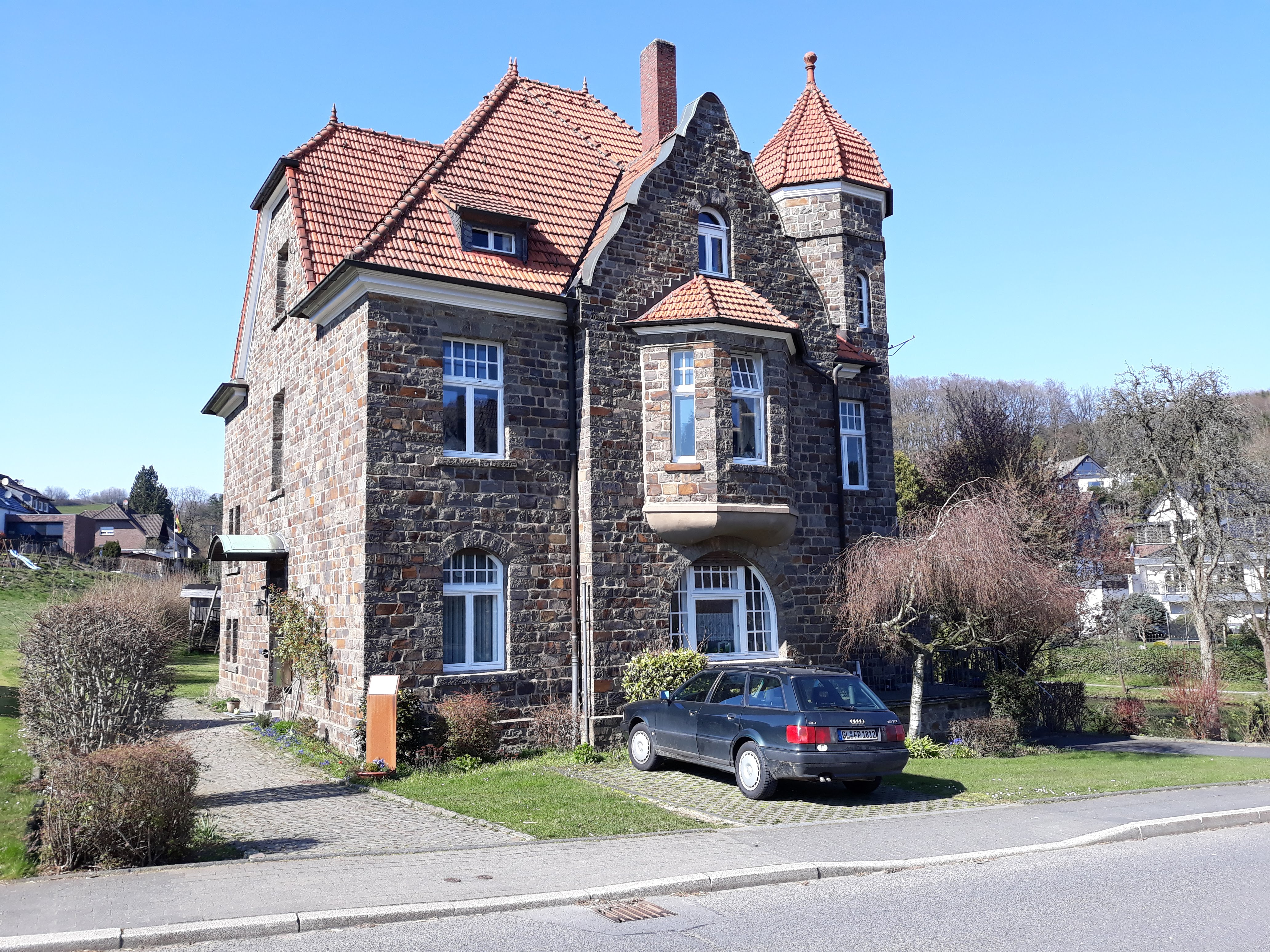
Ehemaliger Verwaltungssitz der Bürgermeisterei Olpe: 1907 erbaut, spätere Verwendung als Pfarrhaus.

Die Bürgermeisterei Olpe war eine von sechs Bürgermeistereien im Kreis Wipperfürth im Regierungsbezirk Köln in der preußischen Rheinprovinz. Sie entstand 1816 aus der Mairie Olpe, die von den Franzosen im Großherzogtum Berg errichtet wurde. Mit dem preußischen Gesetz über die Regelung verschiedener Punkte des Gemeindeverfassungsrechts vom 27. Dezember 1927 wurden schließlich die Bürgermeistereien abgeschafft und die Bürgermeisterei ging in das Amt Olpe über, das 1929 mit dem Amt Kürten zusammengeschlossen wurde.

## Lage
Die Bürgermeisterei lag zentral im Kreisgebiet. Im Westen lag die Bürgermeisterei Kürten. Daran angrenzend lagen im Uhrzeigersinn die Stadt Wipperfürth nördlich, die Bürgermeisterei Klüppelberg, der Kreis Gummersbach östlich und die Bürgermeisterei Lindlar südlich.

## Gemeinden und Ortschaften
Zur Bürgermeisterei Olpe gehörten die beiden Dörfer bzw. ab 1845 Gemeinden Olpe und Wipperfeld. 1845 gab es insgesamt 2.910 Einwohner, davon 2.548 mit katholischem und 362 mit evangelischem Glauben. Die Wohnplätze gehörten ebenso zur evangelischen Pfarre Delling.
Im Einzelnen (Stand 1845):

### Pfarre Olpe
Folgende Wohnplätze gehörten zur katholischen Pfarre Olpe: Ahlenbacher Mühle, Bierlenberg (heute Offermannsberg), Bilstein, Biesenbach, Bornen, Bosbach, Broich, Büchel, Burgheim, Dahl, Delling, Dörpe, Dörrenbach, Eichen, Erlenbusch, Forsten, Furth, Gerhardsberg, Haecken, Häcksbilstein, Hembach, Holl, Hörnen, Johannesberg, Junkermühle, Kaas, Kahlenberg, Kuddenberg, Körschsiefen, Kohlgrube, Meiersberg, Nassenstein, Oberbersten, Oelpe (heute Olpermühle), Olpe, Schultheismühle, Siefen, Stiche, Unterbersten, Wachteln.

### Pfarre Wipperfeld
Folgende Wohnplätze gehörten zur katholischen Pfarre Wipperfeld: Arnsberg, Boxberg, Ente, Erlen, Fahlenbock, Frößeln, Gengesfeld, Gerhardsfeld, Grunewald, Grüterich, Grund, Hagenbüchen, Heid, Herweg, Hüffen, Kirche, Kofeln, Lamsfuß, (Mittel-)Laudenberg, Lieth, Mittelschneppen, Mittelschwarzen, Neumühle, Niederdhünn, Oberholl, Obermausbach, Oberschneppen, Oberschwarzen, Pannenhöh, Scheid, Schniffelshöh, Sommerberg, Hambüchen (seinerzeit Tillmanns-Hagenbüchen, Wüsten-Hagenbüchen), Überberg, Unterholl, Untermausbach, Unterschneppen, Unterschwarzen, Weier, Wipperfeld und Wüstenhof.
Des Weiteren gehörten noch Teile folgender Pfarren zur Bürgermeisterei Olpe:

### Pfarre Kürten
Dörnchen, Esbach, Haegen, Häuschen, (Mittel-)Enkeln, Mittelselbach, Morteln, (Neu-)Laudenberg, (Ober-)Enkeln, Oberselbach, Schmitte, Unterduhr, (Unter-)Enkeln, (Unter-)Laudenberg und Weier.

### Pfarre Lindlar
Frangenberg.
Mit der Einführung der Gemeindeordnung für die Rheinprovinz von 1845 wurde die Bürgermeisterei in die zwei Gemeinden Olpe und Wipperfeld gegliedert.